# دوقلوهای اسکلت
دوقلوهای اسکلت (به انگلیسی: The Skeleton Twins) فیلمی محصول سال ۲۰۱۴ و به کارگردانی کریگ جانسون است. در این فیلم بازیگرانی همچون بیل هیدر، کریستن ویگ، لوک ویلسون، تای بورل، بوید هالبروک، جوانا گلیسون، ایدرین لنکس، پال کاسترو ایفای نقش کرده‌اند.